# Championnats de France de natation en eau libre 2021
Navigation
Jablines 2020 Canet-en-Roussillon 2022
Les Championnats de France de natation en eau libre 2021 ont lieu à Gravelines du 10 au 13 juin 2021.

## Podiums

### Hommes
| Épreuves | Or           | Or                 | Argent         | Argent             | Bronze               | Bronze             |
| -------- | ------------ | ------------------ | -------------- | ------------------ | -------------------- | ------------------ |
| 5 km     | Sacha Velly  | 54 min 22 s 39     | David Aubry    | 54 min 22 s 93     | Axel Reymond         | 54 min 27 s 81     |
| 10 km    | Sacha Velly  | 1 h 52 min 23 s 33 | Axel Reymond   | 1 h 52 min 25 s 93 | David Aubry          | 1 h 52 min 40 s 98 |
| 25 km    | Axel Reymond | 5 h 9 min 52 s 18  | Matthieu Magne | 5 h 10 min 41 s 77 | Alexandre Verplaetse | 5 h 10 min 54 s 87 |

### Femmes
| Épreuves | Or              | Or                | Argent           | Argent             | Bronze         | Bronze            |
| -------- | --------------- | ----------------- | ---------------- | ------------------ | -------------- | ----------------- |
| 5 km     | Marie Kuntzmann | 1 h 0 min 38 s 61 | Océane Cassignol | 1 h 0 min 47 s 73  | Élise Houllier | 1 h 0 min 48 s 39 |
| 10 km    | Lisa Pou        | 2 h 2 min 51 s 79 | Caroline Jouisse | 2 h 3 min 1 s 37   | Lara Grangeon  | 2 h 3 min 1 s 51  |
| 25 km    | Lisa Pou        | 5 h 21 min 0 s 32 | Caroline Jouisse | 5 h 27 min 20 s 41 | Inès Delacroix | 5 h 35 min 1 s 26 |

### Mixte
| Épreuves    | Or                                                                                | Or             | Argent                                                                               | Argent        | Bronze                                                                        | Bronze         |
| ----------- | --------------------------------------------------------------------------------- | -------------- | ------------------------------------------------------------------------------------ | ------------- | ----------------------------------------------------------------------------- | -------------- |
| Relais      |                                                                                   |                |                                                                                      |               |                                                                               |                |
| 4 × 1 250 m | Dunkerque Natation Jules Wallart Mathilde Herlem Elise Dohen Marc-Antoine Olivier | 56 min 50 s 85 | Club des Vikings de Rouen Élise Houllier Logan Fontaine Inès Delacroix Fares Zitouni | 57 min 9 s 53 | AAS Sarcelles Natation 95 Claire Six Lara Grangeon Clément Kukla Axel Reymond | 57 min 14 s 76 |